# Мак Миллер
Малкольм Джеймс МакКормик (англ. Malcolm James McCormick; 19 января 1992, Питтсбург, Пенсильвания — 7 сентября 2018, Лос-Анджелес, Калифорния), более известный под псевдонимом Mac Miller (рус. Мак Ми́ллер) (при записи джазовых треков, использовал псевдоним Larry Lovestein) — американский рэп/хип-хоп-исполнитель, композитор, продюсер. Как продюсер работал с Kendrick Lamar, J. Cole, Earl Sweatshirt, Lil B и Tyler, The Creator.

## Биография

### Ранняя жизнь
Родился 19 января 1992 года в Питтсбурге, штат Пенсильвания. Мать Карен Майерс была фотографом, а отец Марк Маккормик архитектором. Отец был христианином, а мать иудейкой. Миллер был воспитан как иудей и нес свою «бар-мицву», праздновал иудейские праздники. Из-за своей религии назвал себя «самым крутым еврейским рэпером», в ответ на требование Дрейка быть «лучшим евреем в рэп-игре». Детство провёл в Пойнт Бризе, что является частью Питтсбурга. Посещал Школу Винчестер Терстон и Высшую школу Тейлор Альдердице. Начал брать уроки фортепиано с шести лет. В средней школе Миллер сосредоточился на хип-хопе, позже отмечая: «Как только мне стукнуло 15, я сделал серьёзный шаг, что полностью изменило мою жизнь… Раньше я занимался спортом, всеми видами спорта, ходил на все школьные вечеринки. Но как только я узнал, что хип-хоп, в общем-то, похож на работу, это стало всем, чем я занимался». Умел играть на барабанной установке, пианино и гитаре.

### 2007—2010: начало карьеры
Миллер впервые начал читать рэп в возрасте четырнадцати лет. До этого хотел быть певцом. До того, как изменил имя на Мак Миллер, был известен как EZ Mac и в 2007 году выпустил микстейп But My Mackin' Ain’t Easy в возрасте пятнадцати лет. Миллер также был частью рэп-группы The Ill Spoken вместе с рэпером из Питтсбурга — Beedie. The Ill Spoken в 2008 году выпустили микстейп How High. В 2009 году Миллер выпустил два микстейпа The Jukebox: Prelude to Class Clown и The High Life, прежде чем заключил контракт с Rostrum Records. В 2009 году в возрасте 17 лет попал в финал батлл-площадки Rhyme Calisthenics.
В начале 2010 года Миллер подписал контракт с Rostrum Records. Президент лейбла Бенджи Гринберг встретился с Миллером во время записи с Уизом Халифой в ID Labs. Хотя Гринберг и начал давать рекомендации Миллеру, он не проявлял никакого интереса к участию в его творчестве, пока артист не начал работать над микстейпом KIDS, когда, как он позже говорил HitQuarters, Гринберг заметил «созревание» в его звучании и подходу к музыке". К этому моменту Миллер начал привлекать интерес у разных звукозаписывающих компаний, но он выбрал Rostrum из-за расположения в своем родном городе и ассоциации с Уизом Халифой. KIDS был выпущен лейблом в августе 2010 года. Микстейп был вдохновлен фильмом Детки. Значительный прорыв произошел в конце 2010 года, когда Миллер отправился в свой первый тур под названием Incredibly Dope Tour, где все места были проданы.

### 2011—2012:Best Day EverиBlue Slide Park
Пятым выпуском Миллера стал микстейп Best Day Ever, в котором был представлен сингл «Donald Trump» и треки «Wear My Hat» и «All Around the World». Сам Дональд Трамп позже комментировал клип сингла в Твиттер: «А кому бы не было приятно?». Среди продюсеров микстейпа были такие, как Just Blaze, 9th Wonder и Чак Инглиш из The Cool Kids. 22 ноября 2010 года вышел первый клип к его синглу «Knock Knock» на YouTube. 29 марта 2011 года был выпущен EP под названием On and On and Beyond. Работа из шести треков была выпущена Rostrum Records.
Миллер объявил о выходе своего первого альбома Blue Slide Park на своем канале YouTube 5 июля 2011 года. В сентябре 2011 года выяснилось, что Миллер выпустит микстейп под названием 92 Til Infinity, спродюсированный DJ Jazzy Jeff до выхода альбома Blue Slide Park. Однако релиз так и не вышел.
Миллер выпустил ремикс на песню Maroon 5 под названием «Moves Like Jagger».
14 октября 2011 года вышел микстейп из 13 композиций под названием I Love Life, Thank You, в записи которого участвовали Майкл Рокс из The Cool Kids, Талиб Квели и Bun B.
В ноябре 2011 года Blue Slide Park дебютировал под номером 1 в чарте Billboard 200 с продажами первой недели в 144 000 экземпляров. Это был первый независимый релиз, который занял первое место в чарте альбомов Billboard с момента выпуска Dogg Food от Tha Dogg Pound в 1995 году. В 2011 году Миллер был одним из одиннадцати рэперов, представленных в ежегодном списке «Freshman Class» журнала XXL этого года. В 2011 году состоялось его первое появление на телевидении VH1 в шоу Single Ladies, где он сыграл сам себя. Также в 2011 году он был частью MTV Jams Fab Five.
Миллер выложил трейлер своего клипа на трек «Missed Calls» 15 февраля 2012 года. Сам клип вышел 22 июня 2012 года. 23 марта 2012 года Миллер выпустил свой седьмой микстейп под названием Macadelic. Трек «Loud» был выпущен отдельным синглом и достиг 53 позиции в чарте Billboard Hot 100. Миллер также выпустил клип на трек «Thoughts From A Balcony». В июне 2012 года состоялась премьера песни «Onaroll» на YouTube. Трек продюсировал Фаррелл Уильямс. 7 августа 2012 года был выпущен ещё один сингл из Pink Slime под названием «Glow», доступный для бесплатной загрузки. 1 сентября 2012 года была выпущена ещё одна бесплатная песня под названием «PlaneCarBoat» в записи которой участвовал рэппер западного побережья Schoolboy Q.
21 ноября 2012 года Мак Миллер под псевдонимом Larry Lovestain выпускает джазовый микстейп под названием You. В начале 2013 года Мак выпустил свой второй студийный альбом «Watching Movies With The Sound Off».

### 2012—2013:Watching Movies with the Sound Off
14 октября Миллер объявил, что Pink Slime выйдет до конца 2012 года и второй альбом Watching Movies with the Sound Off выйдет в начале 2013 года. На запись альбома были приглашены Schoolboy Q, Ab-Soul, Эрл Свэтшот, Tyler, the Creator, Action Bronson и Jay Electronica. Сам Миллер говорил, что альбом «очень интроспективен и достаточно личный…».
Также Миллер объявил о своих планах выпустить 92 Til Infinity с DJ Jazzy Jeff в начале 2013 года. На MTV2 вышел сериал из шести эпизодов под названием Mac Miller and the Most Dope Family (англ. Мак Миллер и самая крутая семья).
4 марта 2013 года Миллер выпустил новый микстейп Run-On Sentences Vol. 1, в котором представлены инструментальные произведения, сделанные Миллером под псевдонимом Larry Fisherman. 2 мая 2013 года в UStream и Twitter Миллер объявил, что Watching Movies with the Sound Off будет выпущен 18 июня 2013 года. Альбом был встречен положительными отзывами, и большинство критиков обратили внимание на психоделическое звучание. Альбом также получил коммерческий успех, дебютировав под номером три в чарте Billboard 200, собрав 101 000 копий за первую неделю. С альбомом вышло три сингла «SDS», «Watching Movies» и «Goosebumpz».
В начале 2013 года Миллером был основан собственный лейбл звукозаписи REMember Music, названный в честь умершего друга. Также полностью продюсировал микстейп Stolen Youth Винса Стейплса из группы Odd Future. В октябре 2013 года гастролировал по Европе вместе с Лил Уэйном и 2 Chainz. 31 октября 2013 года Миллер выпустил новый микстейп под названием Delusional Thomas. 17 декабря 2013 года Миллер выпустил свой первый концертный альбом Live from Space. Снова начинает работать с Фарреллом Уильямсом над совместным EP Pink Slime, который будет выпущен в 2014 году. Он также работал над четырьмя отдельными проектами и написал по меньшей мере семь песен для каждого. В интервью MTV он рассказал, что они были включены в его сольный Mac Miller album, который таким образом случайно образовался.

### 2014—2015: сделка с Warner Bros. иGO:OD AM
14 января 2014 года Миллер объявил, что не продлевает контракт с Rostrum Records. 11 мая 2014 года Миллер независимо выпустил свой десятый сольный микстейп Faces. 21 октября 2014 года стало известно, что Миллер подписал контракт на дистрибьюторскую сделку своего лейбла REMember Music с Warner Bros. Records за 10 миллионов долларов. Второй сезон реалити-шоу MTV2 Mac Miller and the Most Dope Family был выпущен в 2014 году. 30 июля 2015 года Миллер объявил, что завершил работу над своим третьим студийным альбомом, который станет его главным дебютом на лейбле. 5 августа 2015 года Миллер объявил название своего альбома GO:OD AM с датой выхода 18 сентября 2015 года. Также стало известно, что музыкальное видео для первого сингла «100 Grandkids» выйдет 6 августа.

### 2016—2018:The Divine FeminineиSwimming
28 июля 2016 года Миллер объявил о своем четвёртом альбоме The Divine Feminine и дебютировал с первым синглом «Dang!», в котором участвовал Андерсон Пак. Альбом был выпущен 16 сентября и дебютировал на 2-м месте в чарте альбомов Billboard 200 и на 1-м месте в чарте лучших R&B/хип-хоп-альбомов. Было продано 48 000 экземпляров.
30 мая 2018 года был выпущен «Small Worlds», первый сингл с пятого студийного альбома Swimming. Альбом был анонсирован 13 июля, а 3 августа выпущен. Получил положительные отзывы, такие как 7.5 на Pitchfork, описывающими альбом как состоящий из «задумчивый соул и теплый фанк» и исследование разбитого сердца, собственных проблем психического здоровья. Swimming дебютировало под номером 3 в чартах альбомов Billboard 200 и лучших R&B/хип-хоп-альбомов с 66 000 проданных экземпляров.

### Смерть
Миллер умер от передозировки наркотиков в своём доме в Студио-Сити (Лос-Анджелес) 7 сентября 2018 года. Он был найден обездвиженным около полудня в тот же день, после того, как его друг позвонил в 911 и сообщил об остановке сердца. Миллер был объявлен мертвым на месте происшествия по прибытии властей. В день его смерти были запланированы съемки клипа. После вскрытия официальная причина смерти не была объявлена членами его семьи. 11 сентября тысячи поклонников собрались в честь покойного рэпера в парке Blue Slide в Питтсбурге. Миллер был похоронен на кладбище Хоумвуд в своем родном городе Питтсбург, на еврейских похоронах. 5 ноября 2018 года офис коронера округа Лос-Анджелес объявил, что Миллер умер от случайной передозировки наркотиков из-за «смешанной наркотической токсичности» фентанила, алкоголя и кокаина.

## Личная жизнь
Миллер говорил, что стал зависимым от комбинации прометазина и кодеина, известного как «Лин», который он начал принимать, чтобы справиться со стрессом, который он испытывал во время своего Macadelic Tour в 2012 году. В январе 2013 года Миллер рассказал Complex:
«Я люблю лин; это здорово. Я был несчастен и сидел на лине... Я был сломлен все время, мне было плохо. Мои друзья даже не могли смотреть на меня в таком состоянии. Я был потерян».
Во время наркомании Миллера, его друг детства, Джимми Мертон, говорил:
Я никогда не волновался за Мака настолько, как во времена употребления лина. Я видел его в том состоянии, в котором я себя помню - ты опускаешься на дно, потому что чувствуешь, что тебе это нужно. Ты пытаешься убежать от всего. После того количества, сколько он принял, невероятно, что он остановился. Это определенно одна из самых впечатляющих вещей, которые он когда-либо делал.
Миллер бросил принимать лин в ноябре 2012 года, прежде чем начал съемки своего реалити-шоу Mac Miller and the Most Dope Family.
Миллер был в долгосрочных отношениях с женщиной, с которой познакомился в средней школе. Многие песни на его микстейпе Macadelic были об их отношениях. Встречался с певицей Арианой Гранде с августа 2016 года по май 2018 года.

### Проблемы с законом
В феврале 2011 года во время гастролей в северной части штата Нью-Йорк, Миллер и его друзья были арестованы за хранение марихуаны, за которую им пришлось провести ночь в тюрьме. Дело было урегулировано.
9 июля 2012 года продюсер Lord Finesse подал иск на 10 миллионов долларов против Миллера, Rostrum Records и DatPiff за использование семпла песни «Hip 2 Da Game», в микстейп-композиции Миллера 2010 года «Kool-Aid and Frozen Pizza». В январе 2013 года иск был урегулирован вне суда, и его положения оставались конфиденциальными.
В марте 2015 года группа Aquarian Dream подала иск против Миллера на 150 тысяч долларов за семплирование песни «Yesterday (Was so Nice Today)» в песне «Therapy» на его микстейпе 2014 года Faces.
Миллер был арестован в мае 2018 года по обвинению в вождении под воздействием алкоголя, а также в столкновении и побеге с места происшествия с двумя пассажирами после того, как якобы врезался в силовой столб и сбил его. Полиция прибыла на место происшествия, проверила номерной знак Миллера и получила его адрес. Миллер признался в аварии, когда полиция прибыла к нему домой. Миллер был взят под стражу и освобожден под залог в 15 000 долларов.

## Фильмография
В 2013 году сыграл камео в фильме Очень страшное кино 5.

## Дискография

### Студийные альбомы
- 2011 — Blue Slide Park
- 2013 — Watching Movies With The Sound Off
- 2015 — GO:OD AM
- 2016 — The Divine Feminine
- 2018 — Swimming
- 2020 — Circles
- 2025 — Balloonerism

### Мини-альбомы
- 2011 — On and On and Beyond
- 2012 — You
- 2014 — Pink Slime

### Концертные альбомы
- 2013 — Live from Space

### Микстейпы
- 2007 — But My Mackin' Ain’t Easy
- 2009 — The Jukebox: Prelude to Class Clown
- 2009 — The High Life
- 2010 — K.I.D.S
- 2011 — Best Day Ever
- 2011 — I Love Life, Thank You
- 2012 — Macadelic
- 2013 — Run-On Sentences: Vol. 1
- 2013 — Stolen Youth (совместно с Винсом Стейплсом)
- 2013 — Delusional Thomas
- 2013 — ShowTime
- 2014 — Faces
- 2015 — Run-On Sentences: Vol. 2
- 2018 — Macadelic (Remastered Edition)